# Move Away
Move Away är en låt av Culture Club, utgiven som singel den 3 mars 1986. Låten finns med på albumet From Luxury to Heartache, utgivet den 1 april 1986. "Move Away" nådde tredje plats på European Hot 100 Singles och fjärde plats på Hot Dance Club Songs.
Musikvideon visar bland annat hur sångaren Boy George och trummisen Jon Moss tävlar mot varandra i ett bilrace.

## Låtlista
Singel (7")
A. "Move Away"
B. "Sexuality" (7-inch version (alternate mix))
Maxisingel (12")
A. "Move Away" (extended mix)
B. "Sexuality" (Tango dub remix version)
Bildskiva (5")
A. "Move Away"
B. "Sexuality"